# FG Близнецов
FG Близнецов (лат. FG Geminorum) — тройная звезда в созвездии Близнецов на расстоянии приблизительно 2 954 световых лет (около 906 парсек) от Солнца. Возраст звезды определён как около 1,2 млрд лет.
Открыта Куно Хофмейстером в 1944 году*.
Пара первого и второго компонентов — двойная затменная переменная звезда типа Алголя (EA)*. Видимая звёздная величина звезды — от +12,6m до +11,6m. Орбитальный период — около 0,8191 суток (19,659 часов).

## Характеристики
Первый компонент — жёлто-белая звезда спектрального класса F7**. Масса — около 1,52 солнечной, радиус — около 1,63 солнечного, светимость — около 9 солнечных*. Эффективная температура — около 8021 К.
Второй компонент — оранжевый или жёлтый карлик или субгигант спектрального класса G2V, или K3IV**. Масса — около 0,71 солнечной, радиус — около 1,5 солнечного, светимость — около 1,4 солнечной. Эффективная температура — около 5136 К*.
Третий компонент. Масса — не менее 0,82 солнечной*. Орбитальный период — около 16,9 лет*.